# Редмонд (Орегон)
Редмонд (англ.  Redmond) — город в округе Дешут в штате Орегон США.

## Описание
Находится в центральной части Орегона, недалеко от реки Дешут. Он расположен перед восточными предгорьями Каскадных гор на западном краю Большого Бассейна, примерно в 16 милях (26 км) к северо-северо-востоку от Бенда. Редмонд был основан в 1904 году пионерами Фрэнком и Жозефиной Редмонд, которые построили свой дом недалеко от полосы отвода оросительного канала. После появления железной дороги в 1911 году город развивался как центр обслуживания и доставки крупного рогатого скота и пиломатериалов. Сегодня он имеет диверсифицированную экономику, основанную на различных услугах (включая туризм) и производстве.

## Население
| 2010   | 2010    | 2010    | 2020    |
| ------ | ------- | ------- | ------- |
| 26 215 | ↘23 500 | ↘13 481 | ↗33 274 |